# عبد الملك عصامي
عبد الملك عصامي (1311-؟) كان مؤرخًا وشاعرًا هنديًا من القرن الرابع عشر. كتب باللغة الفارسية، تحت رعاية علاء الدين بهمن شاه، مؤسس سلطنة بهماني. يشتهر بتأليفه كتاب فتوح السلاطين (حوالي عام 1350)، وهو تاريخ شعري للفتح الإسلامي للهند.

## النشأة
ولد عبد الملك في عام 1311، ربما في دلهي. كان والده يُدعى عز الدين عصامي.  هاجر سلفه فخر مالك عصامي من بغداد إلى الهند في عهد التتمش (حكم 1211-1236). 
في عام 1327، قرر حاكم سلطنة دلهي محمد تغلق نقل عاصمته من دلهي إلى دولت اباد في منطقة الدكن. أمر العديد من سكان دلهي، بما في ذلك عائلة عصامي، بالانتقال إلى دولت اباد. توفي جده البالغ من العمر 90 عامًا خلال هذه الرحلة. 

## في خدمة بهمن شاه
في دولت اباد، فزع عبد الملك بما اعتبره طغيان واستبداد تغلق. في مرحلة ما، قرر الهجرة إلى مكة، لكنه كان عازمًا على كتابة تاريخ الحكم الإسلامي في الهند قبل مغادرته البلاد.  كان يطمح إلى محاكاة الشاعر الفارسي الشهير الفردوسي، الذي كتب الشاهنامه، وهي قصيدة ملحمية تلخص تاريخ بلاد فارس. 
قدمه قاضي دولت اباد بهاء الدين إلى علاء الدين بهمن شاه (الذي تمرد على تغلق).  أصبح بهمن شاه (الذي أسس سلطنة بهماني المستقلة في منطقة الدكن) راعيًا لعبد الملك عصامي.  وهكذا أصبح عبد الملك عصامي أقدم مداح في بلاط البهمنيون. 
تحت رعاية بهمن شاه، بدأ بكتابة فتوح السلاطين عام 1349. ادعي عبد الملك عصامي أنه قام بتأليف 12000 بيت شعر في 5 أشهر.  وفقًا له، بدأ في كتابة الكتاب في 10 ديسمبر 1349، وأكمله في 14 مايو 1350.  لا شيء معروف عن حياة عبد الملك عصامي بعد هذه اللحظة. 

## فتوح السلاطين
فتوح السلاطين هو تاريخ حكم المسلمين في الهند حتى 1349-50. أطلق عليه عصامي أيضا Shahnama-i Hind (" شاهنامه الهند").  وفقًا لعبد الملك عصامي، تضمنت مصادره حكايات وأساطير وتقارير أصدقاؤه ومعارفه.  عكس العديد من السجلات السابقة، فإن لغة الكتاب خالية من «الحبكة البلاغية والمبالغة غير السارة». 
يبدأ الكتاب برواية عن غزوات الحاكم الغزنوي محمود الغزنوي (حكم 998-1002) والحاكم الغوري محمد الغوري (حكم 1173-1202). ثم يستمر في سرد تاريخ سلطنة دلهي حتى 1349-50.  كما يصف الكتاب السنوات الأولى لتأسيس سلطنة بهماني.

### الموثوقية التاريخية
تمت كتابة فتوح السلاطين بأسلوب مثنوي (قصيدة القافية)، وهي ليست موثوقة بالكامل لأغراض التاريخ. يحتوي على أخطاء واقعية ويتجاهل العديد من الأحداث الهامة. بالإضافة إلى ذلك، يشير عبد الملك عصامي إلى أن الأحداث التاريخية المختلفة قد تم تحديدها مسبقًا بالمشيئة الإلهية والقدر.  يعتقد أن وجود قادة صوفيين أقوياء روحياً أثر على ثروات المملكة. على سبيل المثال، يعزو تراجع سلطنة دلهي إلى وفاة القديس الصوفي نظام الدين أولياء. وبالمثل، يدعي أن منطقة الدكن ازدهرت لأن برهان الدين غريب وخليفته زين الدين شيرازي عاشوا في دولت اباد. 
ينتقد عبد الملك عصامي بشدة محمد بن تغلق. من ناحية أخرى، يصف راعيه بهمن شاه بأنه الخليفة الشرعي.  ويدعي أن تغلق أجبر سكان دلهي بالكامل على الانتقال إلى دولت اباد، وأن 10٪ فقط من المهاجرين نجوا من الرحلة. يبدو أن كل من هذه الادعاءات مبالغ فيها.  وفقًا لعبد الملك عصامي، كان هذا الموقف المؤسف نتيجة عقاب الله للمسلمين الفاسدين. 
على الرغم من هذه المساوئ، يعد كتاب عصامي مصدرًا قيمًا للمعلومات حول التاريخ السياسي والحياة الاجتماعية للهند في القرن الرابع عشر. 

## أنظر أيضا
- قائمة المؤرخين المسلمين

### قائمة المراجع
- Agha Mahdi Husain (1963). Tughluq Dynasty. Thacker, Spink. OCLC:776929905. مؤرشف من الأصل في 2020-04-01.
- Bhanwarlal Nathuram Luniya (1969). "Khwājā Abd Malik Isāmi and His Futuh-us-Salātin". Some Historians of Medieval India. Lakshmi Narain Agarwal. OCLC:652191747. مؤرشف من الأصل في 2020-04-01.
- Carl W. Ernst (2003). Eternal Garden: Mysticism, History, and Politics at a South Asian Sufi Center. SUNY Press. ISBN:978-1-4384-0212-3. مؤرشف من الأصل في 2020-04-01.
- E. Sreedharan (2004). A Textbook of Historiography, 500 B.C. to A.D. 2000. Orient Blackswan. ISBN:978-81-250-2657-0. مؤرشف من الأصل في 2020-04-01.
- Iqtidar Alam Khan (2008). Historical Dictionary of Medieval India. Scarecrow. ISBN:9780810864016. مؤرشف من الأصل في 2020-04-01.
- Kanhaiya Lall Srivastava (1980). The position of Hindus under the Delhi Sultanate, 1206-1526. Munshiram Manoharlal. OCLC:7889570. مؤرشف من الأصل في 2020-04-01.
- Meenakshi Khanna (2007). Cultural History of Medieval India. Berghahn Books. ISBN:978-81-87358-30-5. مؤرشف من الأصل في 2020-04-01.
- Saiyid Abdul Qadir Husaini (1960). Bahman Shāh, the founder of the Bahmani Kingdom. Calcutta: K. L. Mukhopadhyay. OCLC:52549354. مؤرشف من الأصل في 2020-04-01.
- Tej Ram Sharma (2005). Historiography: A History of Historical Writing. Concept. ISBN:978-81-8069-155-3. مؤرشف من الأصل في 2020-04-01.